# Dúrcal
Dúrcal es una localidad y municipio español situado en la parte nororiental de la comarca del Valle de Lecrín, en la provincia de Granada, comunidad autónoma de Andalucía. Limita con los municipios de Dílar, Lanjarón, Nigüelas, Villamena y Padul. Otras localidades cercanas son Acequias y Mondújar. Cuenta con una población de 7209 habitantes (INE 2024).
El municipio durqueño comprende los núcleos de población de Dúrcal —capital municipal y comarcal— y Marchena. Cabe destacar que gran parte de su término municipal se encuentra en el parque nacional de Sierra Nevada.
La cantante y actriz madrileña Rocío Dúrcal señaló al azar en un mapa de España esta población, cuyo nombre tomaría desde entonces como su apellido artístico. Por ello fue declarada Hija Adoptiva de Dúrcal y el ayuntamiento le dedicó una calle en su honor y una estatua en la plaza del pueblo.

## Historia
La presencia del hombre en territorio de Dúrcal se remonta al año 4000 o 4500 a. C. por los restos arqueológicos encontrados (vaso neolítico de arcilla y barro con decoración incisa, algunas hachas de piedra pulimentada, un cuchillo de sílex, etc.). Aunque su origen como población comenzó en la época de dominación musulmana de la península ibérica, si bien se han encontrado restos de población romana. Su condición de paso obligado desde Granada hacia la Costa y sus fértiles tierras atrajeron a los árabes. Su denominación procede del árabe "Quasb", vocablo que alude al «cultivo de caña de azúcar», aunque abundan en su término los huertos de limoneros y otros frutales como el cerezo. También fue denominado "Dur-al-iqlim", traducido como "perla del iqlim o comarca". Esto le ha valido su sobrenombre actual, "Dúrcal, Perla del Valle (de Lecrín)".
Tras la Reconquista llevada a cabo por los Reyes Católicos los moriscos fueron expulsados de la zona, siendo Dúrcal punto de partida para numerosas familias en dirección al norte de África huyendo de la presión cristiana. Durante el siglo XIX Dúrcal se convirtió en la población más importante de la comarca del Valle de Lecrín, al ser zona de paso y parada del tranvía que unía la Costa Granadina con la capital, destinado al transporte de mercancías provenientes del puerto de Motril hacia la capital. Desde Motril hasta Dúrcal, este transporte se realizaba mediante un teleférico y ya en Dúrcal se iniciaba el transporte a través del tranvía. El puente Lata y el parque de la Estación es el reducto que queda de esa época.[cita requerida]
El 29 de marzo de 1954, tuvo lugar un terremoto de 7,8 con epicentro en esta localidad, considerado uno de los grandes terremotos sufridos en España, aunque a pesar de su gran magnitud no produjo daños porque se produjo a una profundidad de 626,2 kilómetros.

## Geografía
| Noroeste: Padul          | Norte: Dílar      | Noreste: Dílar    |
| Oeste: Padul y Villamena | Puntos cardinales | Este: Lanjarón    |
| Suroeste: Villamena      | Sur: Nigüelas     | Sureste: Lanjarón |

## Demografía
Dúrcal cuenta con una población de 7209 habitantes (INE 2024).
| Gráfica de evolución demográfica de Dúrcal entre 1842 y 2021                                                        |
| |
| Población de derecho según los censos de población del INE Población de hecho según los censos de población del INE |

## Cultura

### Fiestas y tradiciones populares
- San Blas, el 3 de febrero: es el patrón y la ermita del pueblo lleva su nombre y allí se guarda su imagen, excepto durante las fiestas patronales que se baja en procesión a la iglesia de la Inmaculada.su
- San Ramón, el 31 de agosto: se nombró copatrón del pueblo a finales del siglo XIX al tener lugar en este día un gran terremoto, decidiéndose sacar a este santo en procesión a fin de rogar por la pronta solución de los daños acaecidos en el mismo.
- Romería de San Isidro.
- Semana Santa: Lo más característico de esta Semana de Pasión tiene lugar durante la noche del Sábado de Gloria, en la que se realizan las serenatas tradicionales donde los mozos ponen en el balcón de la amada distintos tipos de ramas árbol: laurel "que te quiero ver" y azahar "que me quiero casar",...). También se produce el tradicional cuelgue del Judas.
- Pascua de Resurrección. Este último día se celebran los hornazos, festividad tradicional del pueblo. Es un día de comida familiar en el campo, en cortijos y en el río. Para merendar se toman los hornazos acompañados de chocolate, embutidos o pasas.

En estas fiestas se realizan actividades de muchos tipos, siendo las más tradicionales:
- Pública de fiestas: con gigantes, cabezudos y todo tipo de carrozas.
- Campeonato de paulo (que es un juego de cartas típico del lugar).
- Concurso de carocas Archivado el 23 de septiembre de 2017 en Wayback Machine.. Las carocas son murales con imágenes y versos en quintilla creados por los participantes, que critican satíricamente situaciones vividas en el pueblo, durante ese año.
- Campeonato de mocho.(juego competitivo por equipos). Dos equipos compiten entre sí por atrapar el mocho (palo en forma de huso) que es lanzado al aire levantándolo desde el suelo donde está apoyado sobre dos piedras llamadas madres, y golpeándolo con la mochera (palo más largo que hace la función de un bate de béisbol) e intentado que llegue lo más lejos posible para que el equipo contrario no pueda cogerlo.
- Concursos de migas y paellas.
- Carrera de cintas a caballo.

### Patrimonio
- Ermita de San Blas (siglo XVI), en honor al patrón. Posee un singular juego de volúmenes.
- Iglesia parroquial de la Inmaculada (siglo XVI): de estilo mudéjar, destaca un lienzo del siglo XVIlI que corona el Altar Mayor.
- Puente de Lata: orgullo y emblema de los durcaleños, construido por discípulos de Eiffel y totalmente restaurado. Con unas vistas impresionantes de toda la comarca.
- Peñón de los moros: (siglo XIV) antiguo castillejo de la época nazarí.
- Puente romano: de origen musulmán constituía paso obligado en el Camino Granada- Alpujarras. De mampostería y piedra posee un solo ojo.
- Baños de Urquízar o Vaca Mia: baños con aguas termales (25 °C), famosos por la composición del agua que ayuda a tratar enfermedades renales.
- Fuerte Márgina: (siglo XIV), ruina de época musulmana.
- Fuente de la plaza España (construido en tiempos de Isabel II, 1866)
- Molinos del siglo XVIII para moler grano, a lo largo de la ribera del Río Dúrcal.
- Pilar del mono
- Río Dúrcal
- Sierra de Dúrcal
- Casa del Marqúes
- Mezquita de Marchena
- Jardines del Palacio de los Echevarría

## Economía

### Evolución de la deuda viva municipal
| Gráfica de evolución de Deuda viva del Ayuntamiento de Dúrcal entre 2008 y 2019                                |
| |
| Deuda viva del Ayuntamiento de Dúrcal en miles de Euros según datos del Ministerio de Hacienda y Ad. Públicas. |

## Ciudades hermanadas
- San Bartolomé, España
- Glaibat el Fula, Sáhara Occidental